# Sony Mix
Sony MIX foi um canal de televisão indiano voltado a música de propriedade da Sony Pictures Entertainment que transmitia videoclipes em hindi. Foi lançado em 1 de setembro de 2011, e tinha como público alvo jovens de 15 a 24 anos.
Após mais de 8 anos de transmissão, a decisão repentina de fechar um dos canais populares fez com que muitos espectadores expressassem sua consternação nas mídias sociais. A Sony Pictures Networks decidiu encerrar as transmissões do Sony Mix a partir de 31 de março de 2020 às 12:00 MN em todas as principais plataformas DTH e MSO.